# Hyperechia nigripennis
Hyperechia nigripennis là một loài ruồi trong họ Asilidae. Hyperechia nigripennis được Wiedemann miêu tả năm 1830. Loài này phân bố ở vùng nhiệt đới châu Phi.